# Donnerskirchen
Donnerskirchen est une commune d'Autriche (district d'Eisenstadt-Umgebung), située au sud de Vienne et près d'Eisenstadt, capitale du Burgenland, à la frontière hongroise. Il s'agit d'un village de vallée ancien, protégé par les collines et les contreforts du massif de Leitha, où le vignoble est répandu.
Cette commune, tournée vers le commerce, a pour maire Johannes Mezgolits. Elle comptait en 2005 un peu plus de 1 700 habitants résidents, soit 50 hab./km2. Son nom hongrois est Fertőfehéregyháza.

## Environnement
Les vignes ont artificialisé le paysage, mais la proximité du lac saumâtre et sa naturalité (bien que les niveaux d'eau en soient maintenant contrôlés pa une écluse, et qu'il tende à se combler, avec rarement plus de 1,50 m de fond) ont permis la conservation d'une grande richesse faunistique et floristique, avec des sites important pour le réseau écologique paneuropéen. La richesse écologique provient en grande partie de la large ceinture de roseaux du Lac de Neusiedl (le plus vaste lac de steppe d'Europe) et de la proche steppe plate du Seewinkel caractérisée par des étangs salés, lacs, fontaines. Des fragments de la roselière, desséchés par le climat continental en été brûlent périodiquement. L'avenir du lac est questionné par son comblement progressif, qui a probablement au moins pour partie une origine humaine (contrôle des flux d'eau, mais aussi turbidité et eutrophisation générale de l'environnement).

## Patrimoine culturel

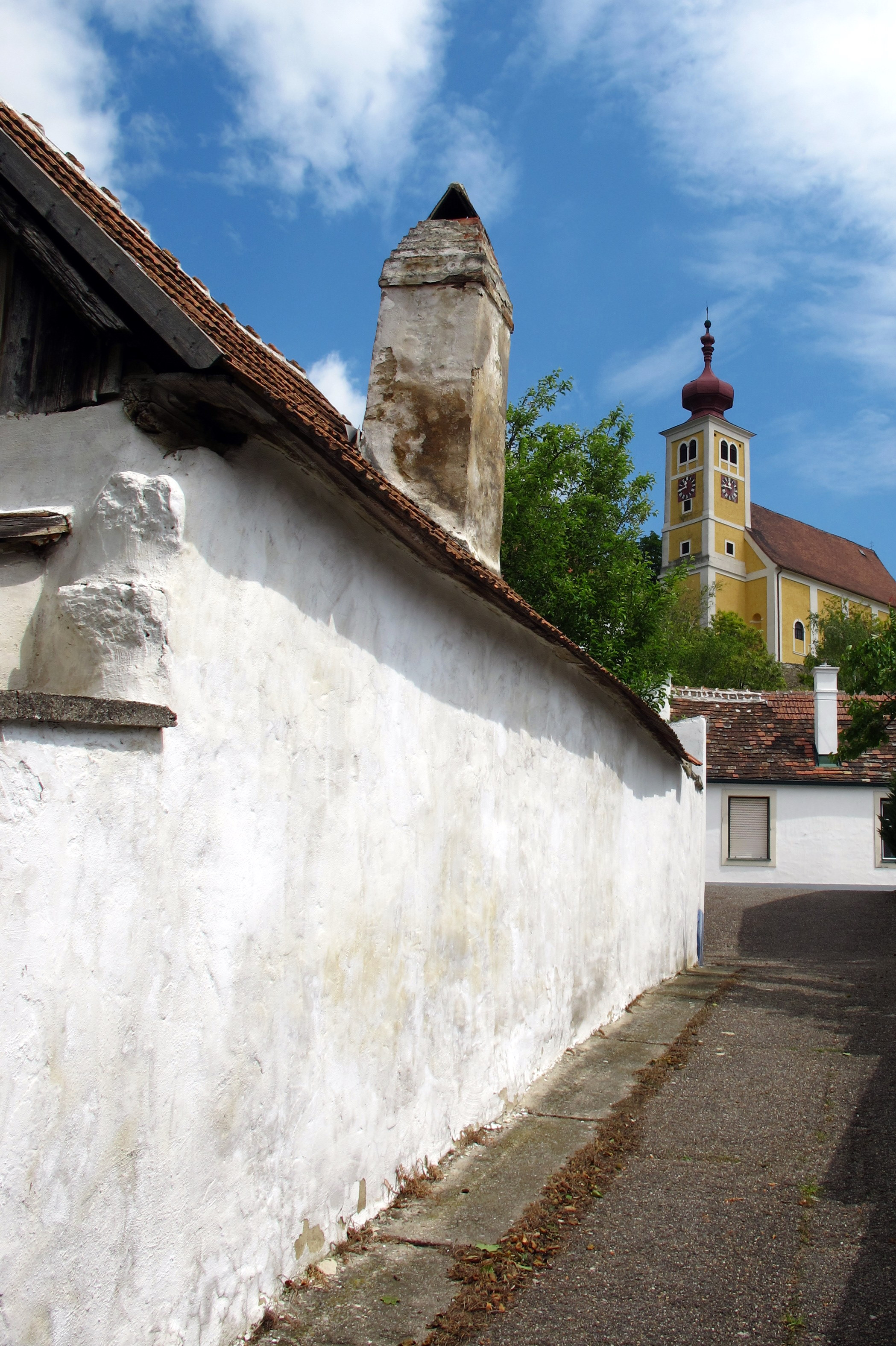
Église de Donnerskirchen.

De nombreux témoignages de l'histoire austro-hongroise et plus ancienne, ainsi que des paysages remarquables attirent touristes et visiteurs occasionnels, dont :
- résidence du prince Esterhazy, qui a accueilli le compositeur Joseph Haydn ;
- chêne impérial ;
- carrières de pierre romaines ;
- basse plaine de Pannonie, dont subsistent quelques vestiges près du Danube (Petronell, tour des païens, amphithéâtre).